# Cronaca di una deportazione - Il Memoriale di Auschwitz
Cronaca di una deportazione. Il Memoriale di Auschwitz è un film documentario del 2016 scritto e diretto da Silvana Maja, prodotto da ANED (Associazione nazionale ex deportati politici nei campi nazisti) tra il 2015 e il 2016.
Racconta la storia e il trasferimento del “monumento alla deportazione italiana” installato ad Auschwitz nel 1979 e smontato nel 2015, poiché ritenuto non più idoneo secondo le nuove direttive  del museo.

## Trama
Il documentario contestualizza le complesse vicende del monumento artistico di proprietà dell'ANED, dedicato a tutti i deportati e installato nel Museo di Auschwitz nel 1979.
Il Memoriale ha inteso rappresentare, a partire dal fascismo - regime che diede la primogenitura  alle dittature europee - i campi di sterminio e il dolore della deportazione.
Installato nel blocco 21 di Auschwitz  fino  al 2016, il monumento è stato ritenuto inadatto dal clima revisionista dei governi polacchi che ne hanno chiesto lo smantellamento.
L'opera artistica - con i simboli del comunismo e la critica al fascismo raffigurati sulle tele - è stata considerata inadeguata ad illustrare la deportazione in maniera didattica.
Realizzato nel 1979 grazie alla sottoscrizione dei parenti dei deportati e alla collaborazione di alcuni intellettuali del Novecento, il Memoriale è un progetto architettonico di Lodovico Belgiojoso e del prestigioso studio BBPR di Milano.
Al primo piano del Blocco 21 di Auschwitz, venne collocata una spirale all'interno della quale il visitatore camminava come in un tunnel.  
Rivestita da una tela composta da 23 strisce dipinte da Pupino Samonà, la spirale veniva attraversata dal visitatore che udiva la voce narrante di un testo di Primo Levi e la musica di Luigi Nono, Ricorda cosa ti hanno fatto in Auschwitz. 
Nelo Risi contribuì alla realizzazione con la sua competenza di regista.
Dopo il 1990, con la caduta del Muro di Berlino e dei blocchi sovietici, tutti i memoriali di Auschwitz sono stati sottoposti a revisione, compreso quello italiano. La direzione del Museo ha chiesto all'ANED di realizzare un Memoriale illustrativo, con foto dei deportati, tabelle e numeri. 
In pochi mesi bisognava portar via la spirale - altrimenti la direzione l'avrebbe fatta smantellare e distruggere - e installare un nuovo memoriale.
L'ANED, che ha sempre ritenuto il Museo di Auschwitz il luogo più idoneo per il Memoriale dei deportati italiani,  non ha accettato l'idea di lasciar distruggere l'opera e ha chiesto  ai Governi italiani di intervenire per fermare lo sfratto, tanto più che il Museo di Auschwitz non è una proprietà del governo polacco ma, proprio perché ci sono i memoriali di 10 Paesi coinvolti nella deportazione nazista, è stato dichiarato patrimonio dell'umanità dell'Unesco.
Secondo l'ANED, la proposta di sfratto del Memoriale doveva essere trattata come una questione di politica internazionale.  Purtroppo, i governi italiani che si sono succeduti non hanno mai preso a cuore la questione della memoria racchiusa nell'opera - che riguarda tutti i deportati e non solo gli ebrei - né hanno contestato la politica di revisionismo storico proposta dai governi polacchi che, arbitrariamente, hanno definito nuove linee narrative nei monumenti secondo la loro interpretazione della Storia.
Infine, il Memoriale è stato sfrattato. 
A quel punto, grazie alle pressioni di ANED, il Ministero dei Beni culturali ha autorizzato l'Istituto centrale del Restauro e l'Opificio delle Pietre dure di Firenze di realizzare lo smontaggio dell'opera per rimuoverla dal Museo.
L'ANED ha poi ottenuto, dalla Regione Toscana e dal Comune di Firenze, la possibilità di accogliere la spirale in un edificio adatto, collocato in una zona popolare di Firenze per farne un museo tecnologico e all'avanguardia per i giovani.
La regista Silvana Maja, ricostruendo la storia del monumento e del suo sfratto, ha seguito le fasi di smontaggio all'interno del Blocco 21 ed ha intervistato i principali attori della vicenda.
Il documentario si ferma qui per raccontare, in una successiva seconda parte, l'arrivo dell'opera a Firenze e la sua collocazione nel nuovo spazio dove vivrà una seconda vita.